# RFID
Radiofrekvensidentifikation (RFID) er en automatisk identificeringsmetode, som fungerer ved opbevaring og fjernmodtagelse af data ved brug af anordninger kaldet RFID-tags eller transponders. En RFID-tag er et objekt som kan påsættes eller inkorporeres i et produkt, dyr eller en person for senere at kunne bruges til identificering via radiobølger. Chip-baserede RFID-tags indeholder siliciumchips og radioantenner. Passive tags kræver ingen intern strømforsyning, mens aktive tags kræver en elektricitetskilde.

## Introduktion
RFID er en forkortelse for RadioFrekvens IDentifikation og en fællesbetegnelse for alle de teknologier, der anvender radiobølger til at identificere mennesker og objekter. Som det fremgår af navnet, så ligger RFID-teknologiens primære styrke i evnen til at identificere forskellige objekter. RFID kaldes derfor også populært for den elektroniske eller fremtidens stregkode, da teknologien har nogle af de samme egenskaber som den traditionelle stregkode. Det betyder dog ikke at RFID-teknologien er bedre end stregkoden. Der er nemlig tale om to forskellige teknologier der har forskellige anvendelsesmuligheder, som dog til tider overlapper hinanden.
Den største forskel på teknologierne er at stregkoden er en line-of-sight teknologi, mens RFID er en trådløs teknologi. Med stregkode-teknologi skal scanneren have visuel kontakt med stregkoden for at aflæse den, men med RFID-teknologi kan RFID-taggen aflæses uden visuel kontakt, så længe den er indenfor læsbar afstand. Den læsbare afstand varierer alt afhængig af typen af RFID-tag, hvor nogle kan læses på op til 100 meters afstand, mens andre blot har en læseafstand på ca. en 1 meter.

## Hvad er et RFID-system?
Et RFID-system består som det fremgår af diagrammet af to stykker hardware, som er henholdsvis RFID-tags og RFID-læsere. En RFID-tag er ligesom stregkoden påhæftet det objekt, som den skal identificere og udveksle informationer om. Det kan være et produkt eller et menneske, ja, i princippet en hvilken som helst genstand. RFID-taggen udveksler informationer med RFID-læseren, som kan være et selvstændigt stykke hardware eller indbygget i alt lige fra mobiltelefoner og til PDA’er.
Den information der udveksles kan være i mange forskellige formater som f.eks. tekst, tal, lyd eller video. Det kommer helt an på størrelsen af RFID-taggens indbyggede hukommelse, som varierer meget afhængig af typen. I mange store og kommercielle RFID-systemer er informationen der udveksles dog blot et unikt ID-nummer, som også kaldes et EPC-nummer (Electronic Product Code). Dette ID-nummer anvendes som reference i en online database, hvor de reelle informationer om produktet ligger gemt. Dermed kan man, som det fremgår af diagrammet, via en computer med internetadgang få adgang til, opdatere og behandle disse informationer. Dette betyder desuden at størrelsen på RFID-taggens indbyggede hukommelse ikke længere er vigtig, da de egentlige data om objektet ligger online i en database og dermed i princippet kan fylde flere gigabyte. Her skal man dog være opmærksom på den hastighed hvorved RFID-taggen kan overføre data, som ikke altid er lige høj.
Diagrammet illustrerer også RFID-systemets virkelige styrke, som ligger i evnen til at indsamle og flytte oplysninger om objekter fra den virkelige verden og til den virtuelle verden, hvor den egentlige informationsbehandling og analyse foregår. I praksis betyder det, at de objekter vi omgiver os med bliver i stand til at kommunikere om deres aktuelle tilstand og historik, hvilket giver et ocean af anvendelsesmuligheder. Man har allerede systemer, hvor redningsvestene i flyet automatisk fortæller kabinepersonalet at de for nylig er undersøgt og velfungerende. Et andet eksempel er lastbilen med fødevarer der afvises når det ankommer til supermarkedets distributionscenter, da man kan aflæse at varerne under transporten har været udsat for alt for høje temperaturer. Dette lader sig gøre fordi man allerede nu indbygger sensorer, som måler temperaturer, tryk, rystelser og fugtighed i de næste generationer af RFID-tags.
Men hvor anvender man så RFID-teknologi i dag? Det kan være meget vanskeligt at beskrive hvor teknologien anvendes, da den efterhånden er ganske udbredt og bruges indenfor utroligt mange forskellige brancher. Udgående fra en virksomheds bevæggrunde for at implementere teknologien, kan man inddele RFID-andvendelser i to kategorier: 1) optimering af forretningsprocesser og 2) udvikling af services, som beskrives nedenfor.

### Optimering af forretningsprocesser
Det er oftest ønsket om eller behovet for at optimere forretningsprocesser, der er den direkte årsag til at virksomheder vælger at investere i RFID. Ved at optimere forretningsprocesserne kan man bedre modstå konkurrencen fra andre virksomheder, da man bliver bedre til at udnytte sine ressourcer. Her har RFID vist sig effektiv til indsamling, styring og behandling af den information, som altid følger i kølvandet når produkter, materialer, maskiner og lignende udveksles internt eller mellem virksomheder. Indførelsen af RFID kan f.eks. bevirke at virksomheder kan:
- Reducere svind
- Optimere lagerholdningen
- Forbedre identificering af varer
- Synliggøre flaskehalse
- Spore fejlleverancer
- Forbedre håndteringen af returvarer

### Udvikling af services
I takt med at RFID-teknologien bliver mere og mere udbredt, så vil den også finde vej til slutbrugeren og dermed den almindelige forbruger. Faktisk så er RFID allerede platformen for mange service-baserede løsninger, som mange bruger i deres dagligdag – måske endda helt uden at opdage det. Det er f.eks. RFID, som bruges som betalingskort i busserne i London. Der er RFID som holder styr på børnene og hjælper med at finde dem igen, når vi besøger Legoland i Billund. I USA er man ved at indføre pas, betalingskort og andre ID-kort med indbygget RFID, så man kan identificere sig selv og betale trådløst. Mulighederne er som sagt mange og det er kun fantasien der sætter grænser.

## Aktiv RFID-tag
En RFID-tag, som har et selvstændigt afsendeapparat til at sende information tilbage til RFID-aflæseren. I modsætning hertil står passiv RFID-tag, som blot reflekterer et signal tilbage til RFID-aflæseren. De fleste aktive RFID-tags anvender batterier til at sende dette signal til RFID-aflæseren, men nogle aktive tags kan få energi fra andre kilder. Aktive tags kan aflæses på op til ca. 100 meters afstand eller mere, men de er meget dyre (en aktiv RFID-tag koster typisk omkring 100 kr. pr. stk.). Derfor anvendes de typisk til at spore særligt værdifulde genstand over større afstande. Eksempelvis, så bruger det amerikanske militær aktive tags til at spore containere med forsyninger, som ankommer i forskellige havne, lufthavne og andre steder.

## Passiv RFID-tag
Er en RFID-tag, som ikke har sin egen strømkilde og afsendeapparat. Når radiobølger fra aflæseren når mikrochippens antenne, så konverteres energien fra antennen til elektricitet, der kan forsyne mikrochippen i RFID-taggen med strøm. RFID-taggen er i stand til at sende informationerne tilbage til aflæseren. I dag koster simple passive tags fra omkring 25 øre og til flere kroner, men prisen falder hele tiden i takt med den teknologiske udvikling.
Palo Alto Research Center investerer i norsk plastic-elektronikselskab, der kan printe RFID-tags direkte på emballagen for kun 2,5 øre. 

## Danske folkebiblioteker
Flere danske folkebiblioteker har i de senere år udskiftet stregkoder med RFID, heriblandt Københavns Kommunes biblioteker der indførte teknologien i 2011.